# Hermann Withalm
Hermann Ignaz Withalm (* 21. April 1912 in Gaunersdorf, Niederösterreich; † 19. August 2003 in Wolkersdorf im Weinviertel) war ein österreichischer Politiker (ÖVP) und von 1968 bis 1970 Vizekanzler.

## Leben
Hermann Withalm wurde am 21. April 1912 als Sohn des Müllermeisters und Wirtschaftsbesitzers Hermann Anton Withalm (* 10. Dezember 1883 in Gaunersdorf) und dessen Ehefrau Anna (geborene Eminger; * 8. Jänner 1887 in Martinsdorf) auf der nach seinem Großvater benannten Adresse Withalmstraße 13 in Gaunersdorf geboren und am 5. Mai 1912 auf den Namen Hermann Ignaz getauft. Seine Eltern hatten am 10. Mai 1910 in der Schottenkirche in Wien geheiratet. 1922 erfolgte seine Firmung.
Als Enkel des langjährigen Bürgermeisters seiner Heimatgemeinde und Abgeordneten des Niederösterreichischen Landtages, Ignaz Withalm, und aus der Mitte des niederösterreichischen Weinviertels kommend, besuchte Hermann Withalm das Stiftsgymnasium Melk und das Jesuitengymnasium Kalksburg, wo er 1930 maturierte. Anschließend studierte er Rechtswissenschaften an der Universität Wien (Promotion 1935).
Er war ab 1930 Mitglied der katholischen Studentenverbindung KaV Norica Wien, damals im CV, heute im ÖCV und wurde später noch Mitglied der ÖCV-Verbindungen KÖHV Sängerschaft Waltharia Wien, KÖHV Pannonia Wien, KHV Welfia Klosterneuburg und KÖStV Rudolfina Wien sowie bei der Nordgau Laa an der Thaya im MKV (Ehrenphilister 1954).
Nach der Gerichts- und Notariatspraxis in Wien, Mistelbach und Poysdorf wurde er 1938 von den Nationalsozialisten entlassen und arbeitete bis 1942 bei den Reichsautobahnen. Nach zwei weiteren Jahren als Substitut in Wien und Wolkersdorf wurde er 1947 öffentlicher Notar in Wolkersdorf. Am 15. September 1946 fand die kirchliche Trauung zwischen Hermann Withalm und Maria Frank in der Wiener Karlskirche statt.

### Politische Laufbahn
Withalm war ab 1952 bei der Volkspartei und war von 1960 bis 1970 Generalsekretär der ÖVP. Er war maßgeblich an der Reform der ÖVP beteiligt, die er mit Josef Klaus gegen den Willen der Konservativen, wie Alfons Gorbach, durchsetzte. Nach der Nationalratswahl 1966 (absolute Mehrheit für die Volkspartei) wurde er Klubobmann der ÖVP im Nationalrat und war der „kongeniale Gegenspieler“ des Klubobmanns der SPÖ, Bruno Pittermann (wie dieser anerkennend sagte).
Als bei den Wahlen 1970 die relative Mehrheit erstmals an die SPÖ ging, trat Bundeskanzler Josef Klaus zurück, und Withalm wurde für knapp zwei Jahre sein Nachfolger als Bundesparteiobmann der ÖVP. Den Spitznamen Eiserner Hermann verdankt Withalm dem Journalisten Kurt Vorhofer und entspricht seinem scharfen Denken und seiner Unbeirrbarkeit in Grundsatzfragen. Von 1953 bis 1975 war er Abgeordneter, 1956 bis 1959 Staatssekretär im Finanzministerium. 
Als Vizekanzler fungierte er vom 19. Jänner 1968 bis zum 21. April 1970 (Alleinregierung der ÖVP, Kanzler war Josef Klaus), um dann wieder sein Notariat auszuüben. 1976 wurde er Obmann des Seniorenbundes der ÖVP und blieb es – als bisher längstdienender – bis 1988. 
Für die Bundespräsidentenwahl 1974 war ursprünglich Withalm als ÖVP-Kandidat vorgesehen, ein erstes Wahlplakat mit seinem Konterfei war bereits in Druck. Überraschend machte der Parteivorstand (auf Drängen des Tiroler Landeshauptmanns Eduard Wallnöfer hin) dann jedoch Alois Lugger zum Kandidaten. Dieser verlor die Wahl schließlich gegen Rudolf Kirchschläger.
Bis 1988 war Hermann Withalm Obmann des Österreichischen Seniorenbundes, es war das letzte politische Amt, das er bekleidete. Er verstarb am 19. August 2003 in Wolkersdorf und ist in der Gruft der Familie Withalm am Gaweinstaler Ortsfriedhof begraben.

## Schriften
- Hermann Withalm: Aufzeichnungen, Styria, Graz 1974

## Ehrungen
- 1958: Großkreuz des Verdienstordens der Bundesrepublik Deutschland
- In Gaweinstal und Wolkersdorf wurden Straßen nach ihm benannt.